# 聶宗羲

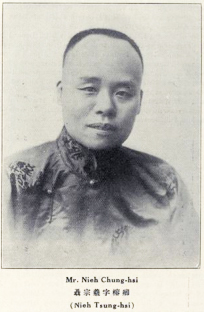
聶宗羲

聶宗羲（1877年—？），字榕卿，安徽六安人。中华民国政治人物。
光绪三十四年（1908年），官上海分巡苏松太兵备道。1907年5月27日，担任上海公共租界会审公廨会审员，次年离职，曾经调查陶成章被刺案。